# 한국섬유개발연구원
한국섬유개발연구원 KTDI(Korea Textile Development Institute)은 대한민국 섬유업체들이 새로운 트렌드에 대비하고 응용 및 공정기술로 섬유업계의 경쟁력을 높일 수 있도록 지원하기 위하여 설립된 연구기관이다. 대구광역시 서구 국채보상로 136(중리동 1083번지)에 위치하고 있다.

## 연혁
- 1977년 9월 경상북도 섬유기술전문훈련소
- 1983년 9월 대구섬유기술진흥원 개원(독립법인)
- 1990년 2월 전문생산기술연구소 지정
- 1994년 12월 국제공인시험기관 인정(KOLAS, ILAC-MRA)
- 1996년 4월 한국섬유개발연구원 개편
- 2000년 10월 친환경소재개발센터 건립
- 2005년 1월 텍스타일 비즈니스센터 설립
- 2007년 12월 기업부설연구소 설립
- 2012년 8월 슈퍼섬유개발센터 건립
- 2020년 7월 국제친환경인증(GRS) 획득
- 2021년 12월 기술거래기관 지정
- 2023년 3월 영천분원 집진필터실증센터 개원

## 조직

### 원장 김성만

#### 4본부 2실 12팀 1센터
- 미래전략실 - 신사업기획팀, 국제협력팀
- 경영기획본부 - 경영전략팀, 운영혁신팀
- 기업성장지원본부 - 기업성장지원팀, 산업정보·HRD팀, 시험분석팀
- 융복합기술개발본부 - Lifecare소재팀, 산업·환경소재팀, 국방·안전소재팀, 집진필터실증센터
- 산연협력개발본부 - 설비운영·개발지원팀, 신제품개발팀

## 같이 보기
- 대구광역시